# بتولا
بتولا (به ایتالیایی: Bettola) یک منطقهٔ مسکونی در ایتالیا است که در استان پیاچنزا واقع شده‌است.

## خصوصیات
بتولا ۱۲۳٫۱ کیلومترمربع مساحت و ۳٬۱۱۶ نفر جمعیت دارد و ۳۲۹ متر بالاتر از سطح دریا واقع شده‌است.